# Fígols (Montmajor)
Fígols és una masia de la parròquia de Gargallà, al municipi de Montmajor, el Berguedà. Està en bon estat de conservació i no està protegit. És un edifici que és considerat patrimoni immoble que té un ús residencial i és de titularitat privada. Està inventariat amb el número IPA-3504 a l'Inventari del Patrimoni Arquitectònic de Catalunya.

## Situació geogràfica
Fígols està a la parròquia de Gargallà, a Montmajor. Per arribar-hi cal agafar una pista que surt del km 6,7 de la carretera que va des de Cardona a Berga, en direcció a la dreta, molt a prop del desviament que mena a Gargallà (que està situada a l'esquerre de la carretera). La masia de Fígols està al costat de l'església de Santa Magdalena de Fígols, amb la que forma un conjunt arquitectònic juntament amb uns coberts i és propera a Cal Gener.

## Descripció

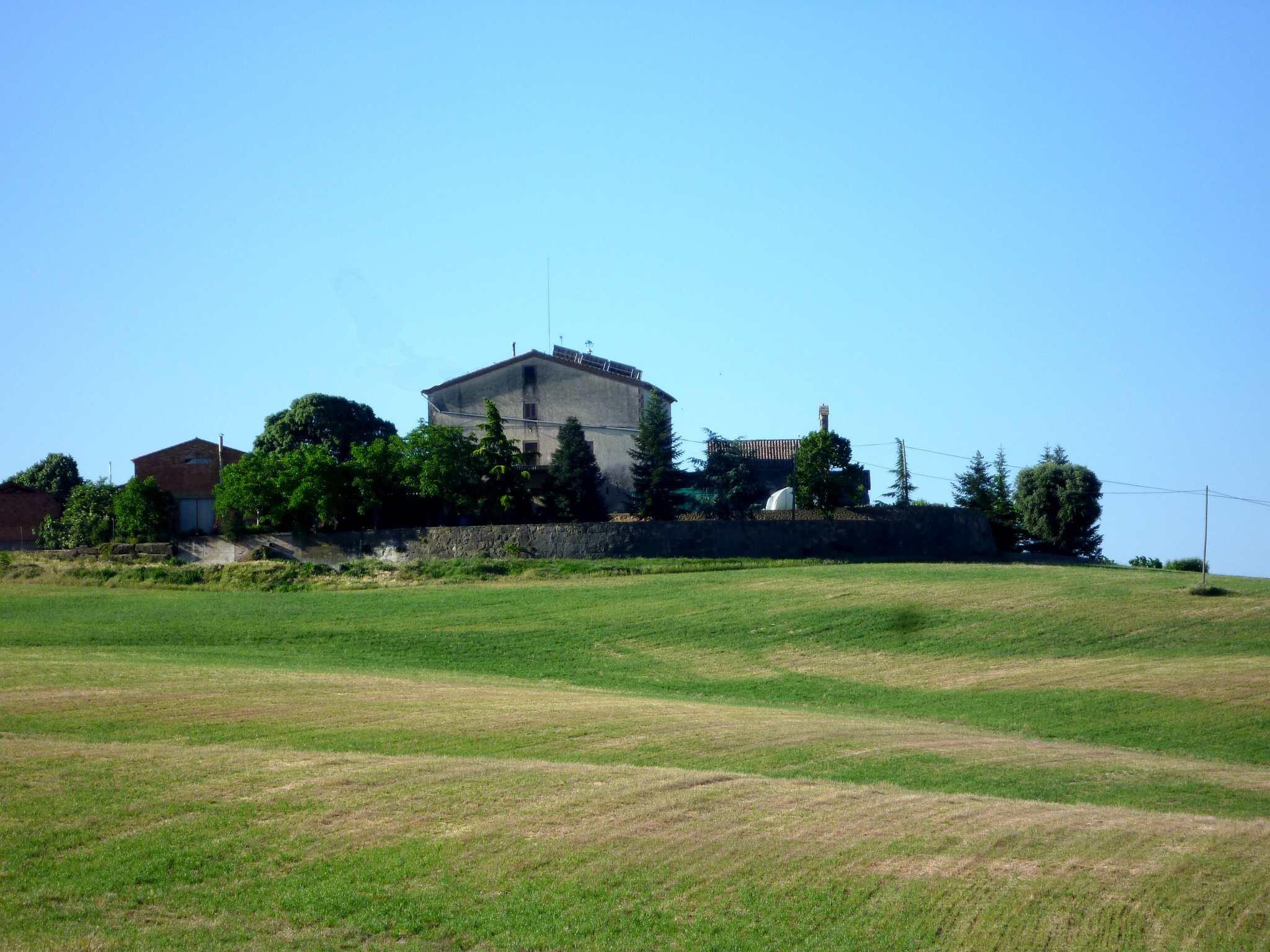
Conjunt amb l'església

Fígols és una masia que té la planta basilical de tres naus: la façana, un cos central i un cos lateral més estret. Així, manté una simetria perfecta. Una teulada a doble vessant cobreix la casa i té el carener perpendicular a la façana que s'obre a la banda de migdia. Té la planta, dos pisos i golfes. Al centre de cadascun dels dos pisos hi destaquen les tribunes que tenen un doble arc de mig punt de pedra que estan emmarcats per balcons a cada costat. A la planta s'hi obren tres portals de mig punt que reforcen la simetria general. Dins la planta baia hi ha tres crugies perpendiculars a la façana que estan cobertes amb voltes de canó. Les dues crugies laterals són de pedra a plec de llibre i la del centre és de maó. Hi ha un celler subterrani cobert amb volta de canó de pedra a plec de llibre a la banda septentrional de la casa, situada de manera transversal a les crugies. A la façana hi ha llindes datades amb els anys 1689, 1704 i 1861, que són d'anys en què es van fer diverses ampliacions. Hi ha dues tines de cairons i una premsa de vi.
Adossat a Fígols per la banda de ponent hi ha l'església romànica de Santa Magdalena de Fígols i el lloc on hi havia l'antic cementiri.
A la casa hi ha un fons documental important que té documents en pergamí i en paper. Dins el terme de Fígols hi ha els dolmens de Clot dels Morts I i Clot dels Morts II que estan inventariats a la carta arqueològica de Catalunya amb els números 6447 i 6448 respectivament.

## Història
És bàsicament una obra del segle xviii. Hi ha llindes a la façana amb les dates de 1704, 1861, 1869, etc. La Masia de Fígols, al Terme de Montmajor i prop de Gargallà, pertanyia a la batllia i ducat de Cardona. La primera notícia que es té de Fígols data del segle xii, quan pertanyia a la Parròquia de Sant Sadurní de Fígols (nom anterior de Santa Magdalena de Fígols). El 1593 aquesta parròquia ja era sufragània de Sant Andreu de Gargallà, juntament amb la que depenien del monestir de Santa Maria de Ripoll. Fígols pertanyia a la batllia i Ducat de Cardona. Segons el fogatge de 1553 les cases de Torrabadella i Obachs pertanyien també a la casa de Fígols. En el cadastre de 1708 ja és considerada com a part de Gargallà. L'església de Fígols era un lloc de reforç i d'enllaç entre el Castell de Cardona i el Castell de Casserres durant el segle ix i el segle x i per això la casa podria haver sigut una fortalesa que controlés el camí ral entre els dos castells.